# Siarczek rtęci(II)
Siarczek rtęci(II), HgS – nieorganiczny związek chemiczny z grupy siarczków, sól kwasu siarkowodorowego i rtęci na II stopniu utlenienia.
Występuje w przyrodzie jako odmiana czerwona (cynober), rzadziej jako czarna (metacynober). W wyniku wprowadzenia siarkowodoru do roztworu soli rtęci(II) otrzymuje się odmianę czarną, którą przez działanie roztworami wielosiarczków można przeprowadzić w odmianę czerwoną. W wyniku bezpośredniej syntezy z pierwiastków otrzymuje się odmianę czerwoną.

## Właściwości fizyczne
- temperatura sublimacji (cynobru) i topnienia (metacynobru) wynosi 583,5 °C;
- nierozpuszczalny w wodzie, kwasie azotowym, etanolu, roztwarza się w wodzie królewskiej i siarczkach litowców.

## Zastosowanie
Stosowany jako katalizator. Duże jego ilości używa się w technice pomiarowej i regulacyjnej.
W lecznictwie jako surowiec farmaceutyczny pod nazwą Hydrargyrum sulfuratum rubrum lub Cinnabaris (czerwony siarczek rtęciowy; cynober) stosowany jest w dermatologii w niektórych chorobach skóry (m.in. figówka brody, nużenica) w postaci preparatów sporządzanych w zakresie receptury aptecznej (maści, pasty, papki) w stężeniach zwykle 0,5–1% (dla past do 2%).